# آپفلبرگ
آپفلبرگ (به آلمانی: Apfelberg) یک منطقهٔ مسکونی در اتریش است که در مورتال واقع شده‌است. آپفلبرگ ۹٫۲۹ کیلومتر مربع مساحت دارد ۶۲۵ متر بالاتر از سطح دریا واقع شده‌است.